# Olivo Cesano
Olivo Cesano (fl. XVI secolo) è stato un tipografo italiano.

## Biografia
Olivo Cesano fu un tipografo attivo in Urbino tra il 1576 e il 1581. Non si hanno notizie sulla sua provenienza, forse imparentato con Bartolomeo Cesano, che aveva stampato prima a Venezia e poi a Pesaro. 
Lavorò nell'officina fondata da Federico Commandino e diretta per qualche tempo da Battista Bartoli col quale ha lavorato all'edizione Il calendario ouero Ephemeride historico di Costanzo Felici. 
Nel 1581 risulta essere stampatore arcivescovile.
Le edizioni del Cesano sono riconoscibili da una marca che raffigura una musa che sorregge con la mano destra un vaso e attorno alla figura un cartiglio con la scritta "Chi sa quel ch'e qui dentro sa quel ch'ho nel core".

## Opere stampate
- Il calendario ouero Ephemeride historico, di M. Costanzo Felici medico. Doue transcorrendo per li dodici mesi dell'anno ogni giorno si può trouare molte notabil cose successe al mondo. & fatti degni, & nascimenti d'huomini illustri, & de christiani, coli santi, come altri; raccolti tanto dall'historia ecclesiastica, quanto profana, & gentile. Diuisa in due parti di sei in sei mesi. Parte prima [-seconda]. (PDF), Urbino, Olivo Cesano, 1576.
- (LA) Constitutiones seu reformationes Collegii Doctorum Ciuitatis Vrbini (PDF), Urbino, Olivo Cesano, 1576.
- Officio, et capitoli della Fraternita di Santa Croce d'Vrbino, nuouamente riformati. Con altre cose pertinenti a detta Fraternita (PDF), Urbino, Olivo  Cesano, 1581.